# Bruno Bludau
Bruno Bludau (* 9. September 1890 in Bürgerwalde (polnisch: Miejska Wola), Kreis Braunsberg; † 5. Mai 1945 im Ural) war ein deutscher römisch-katholischer Geistlicher und Märtyrer.

## Leben
Bruno Bludau wuchs als Sohn eines Grundbesitzers in der Landgemeinde Heilsberg im Amtsbezirk Migehnen (polnisch: Mingajny), Kreis Braunsberg in Ostpreußen (Ermland) auf. Er besuchte das Gymnasium in Rößel und studierte Theologie am Lyceum Hosianum in Braunsberg. Ab 1913 war er Mitglied der katholischen Studentenverbindung KDStV Aenania München. Am 9. Juli 1919 wurde er in Frauenburg zum Priester geweiht.
Die Stationen seines Wirkens waren: Seeburg,  Langwalde, ab 1920 Kaplan an der Propsteikirche in Königsberg, ab 1931 Pfarrer in Plauten (Kreis Braunsberg). Vor dem Einmarsch der Roten Armee ging Pfarrer Bludau mit seiner Schwester und weiteren Gemeindemitgliedern auf einen Bauernhof in Schönborn (Kreis Heiligenbeil). Von dort wurde er von Rotarmisten über Heilsberg und Insterburg in den Ural verschleppt, wo er am 5. Mai 1945 starb. Er war 54 Jahre alt.

## Gedenken
Die Römisch-katholische Kirche in Deutschland hat Bruno Bludau als Märtyrer aus der Zeit des Nationalsozialismus in das deutsche Martyrologium des 20. Jahrhunderts aufgenommen.